# 殿岡康永
殿岡 康永（とのおか やすのり）は、日本のゲームクリエイター。

## 人物
群馬県桐生市出身。モバイルに映画やアニメなどのコンテンツを組み合わせたGPSエンターテイメントを提唱し、サービスを展開してきた。代表作は、『京都妖怪絵巻』。『仮面ライダーウィザードGPSエンターテイメント』など。2016年から地元桐生市で『スマートシティ』を展開。

## 経歴
京都工芸繊維大学卒業後、ソーシャルネットワーキングサービス『mixi』のプロデューサー、検索エンジン会社『百度』のPMを経て、大阪市立大学(現大阪公立大学）大学院入学、大学院在学中に株式会社supernovaを創業。その後、広告代理店『オプト』のスーパーバイザーを経て、地元の依頼でスマートシティ構想を実践するために株式会社neutronstarを創業。実証実験後、組織の役割が終わったと感じ解散。AIヘルスケア会社ジェネラルマネージャー、フリーランスに転身。コンサルティングパートナー、大手企業アドバイザリー。オムロンサイニックエックス株式会社で内閣府ムーンショット型研究開発にてエバンジェリストとして人型AIロボット開発に参画。現在、フリーアドバイザリー、立命館大学ゲーム研究センター客員研究員。東北大学大学院医学系研究科非常勤講師。北陸先端科学技術大学院大学博士後期課程に在学中。

## 作品リスト
- 誰がドラゴンを殺したか？
- 東京迷宮パズル
- 京都迷宮パズル
- 京都検定迷宮ドリル
- うじゅのぱわ〜すぽっと巡り
- 京都妖怪絵巻
- re:vibexTOHOKU
- 仮面ライダーウィザードGPSエンターテイメント
- 京都三条近代建築MAP
- ロケナゲ
- 2116
- 桐生市観光ガイド
- スマートシティプラットホーム「waシステム」

## 受賞歴
- GDC2012プレゼンテーター  [2]
- TEDxKYOTO2012プレゼンテーター　[3]
- 経産省主催「クールジャパンマッチンググランプリ」プレゼンテーター　[4]
- 国連主催World Summit Awards日本代表 [5]
- ICTspring日本代表
- Bitsummit 2014 出場
- 文化庁メディア芸術データベース活用コンテスト2023　ユニーク部門受賞
- 生成AIアートコンテスト　第２回SUPPART AWARD 2025 学生ポテンシャル賞受賞

## メディア情報

### テレビ
- NHKニュース おはよう日本（全国版）
- NHKニュース　京都版
- NHKニュース　福井版
- NHK BS1 COOL JAPAN〜発掘!かっこいいニッポン〜 　テーマ：携帯ゲーム
- NHK BS1 グローバルディベートWISDOM 　テーマ：アベノミクス

### 新聞
朝日新聞 、読売新聞 、毎日新聞 、産経新聞 、京都新聞 、日刊工業新聞 、東京新聞 、上毛新聞

### 教科書
- 『できる日本語 中級編』 アルク